# Charles Kalme
Charles Ivars Kalme (letó: Kārlis Ivars Kalme, 15 de novembre de 1939 - 20 de març de 2002) fou un matemàtic i jugador d'escacs letó-estatunidenc, que tenia el títol de Mestre Internacional.

## Biografia
Kalme va néixer a Riga el 1939, però en acabar la II Guerra Mundial, ell i el que restava de la seva família varen deixar Letònia, i varen viure alguns anys en un camp de refugiats a Alemanya, fins que finalment arribaren a Filadèlfia als Estats Units, el 1951.
El 1955 Kalme va guanyar el campionat juvenil d'escacs dels EStats Units celebrat a Lincoln, Nebraska, amb un marcador de 9-1. El 1960, va formar part de l'equip estatunidenc al Campionat del Món d'Estudiants celebrat a Leningrad, URSS. L'equip americà va guanyar el torneig, única vegada que això ha passat, i Kalme hi obtingué dues medalles d'or, la d'equips i una altra al millor resultat individual al segon tauler. Kalme també va representar els Estats Units dos cops més en aquesta competició: a Hèlsinki 1961 i Cracòvia 1964. Va participar també dos cops al campionat d'escacs dels Estats Units: 1958-1959 i 1960-1961.
Kalme també va arribar a nivell magistral al bridge. De vegades jugava com a company de Michael Lawrence, que era membre de l'equip campió del món de bridge, els Dallas Aces. Posteriorment també va fer de mentor d'un novell Bobby Fischer a Filadèlfia.
Kalme es va doctorar en matemàtiques a la Universitat de Nova York el 1967, i va esdevenir professor de matemàtiques a la Universitat de Califòrnia a Berkeley.
Quan la República de Letònia va recuperar la independència de la Unió Soviètica, Kalme hi va retornar, i hi va morir el 2002.